# Hermsdorf (Zettlitz)
Hermsdorf ist ein Ortsteil der Gemeinde Zettlitz im Landkreis Mittelsachsen.

## Geographie
Das Platzdorf Hermsdorf mit seiner Gelänge-Waldhufen-Mischflur liegt auf einer Anhöhe etwa 1,5 km nordwestlich der Stadt Geringswalde im Mittelsächsischen Lösshügelland. Das Gebiet des Ortes liegt zwischen etwa 180 m ü. M. (am Auenbach) im Norden und 294,7 m ü. M. am westlichen Dorfrand. Nachbarorte sind Geringswalde im Osten, Aitzendorf im Südosten, Neuzschaagwitz im Südwesten, Methau im Westen und Erlbach im Norden.

## Geschichte
Das ehemals zur Herrschaft Schönburg gehörige Dorf unterstand bis Mitte des 19. Jahrhunderts dem Amt Rochlitz, dann dem Gerichtsamt Geringswalde. 1875 kam es zur Amtshauptmannschaft Rochlitz, 1952 zum Landkreis Rochlitz, mit dem es 1994 in den Landkreis Mittweida und 2008 in den Landkreis Mittelsachsen eingegliedert wurde. Die Grundherrschaft übte bis 1587 das Kloster Geringswalde aus. 1764 wird Hermsdorf als Amtsdorf bezeichnet.
Die Kirche, schon 1540 als Pfarrkirche genannt, wurde 1928 Filialkirche von Zettlitz. Seit 2001 gehört Hermsdorf zur Kirchgemeinde Geringswalde.
1489 wurde der Ort Hermisdorff genannt. Bis auf Schreibvarianten blieb der Ortsname erhalten, nur Ende des 18. Jahrhunderts bis Mitte des 19. Jahrhunderts hieß das Dorf Hochhermsdorf, auch Holz-Hermsdorf, Hohn-Hermsdorf oder Hermsdorf b. Rochlitz zur Unterscheidung von anderen Orten gleichen Namens.
Hermsdorf wurde 1950 nach Aitzendorf eingemeindet, aber 1965 nach Zettlitz umgegliedert.

## Persönlichkeiten
- Friedrich Ladegast (1818–1905), Orgelbauer[3]

## Nachweise
1. 1 2  
Hermsdorf im Historischen Ortsverzeichnis von Sachsen
2. ↑  
Kartendienst Schutzgebiete in Deutschland.
3. ↑  
Sächsische Biografie: Hermsdorf bei Geringswalde.